# Seidenstraßengipfel
Seidenstraßengipfel (englisch Belt and Road Forum for International Cooperation) sind Treffen auf höchster politischer Ebene, die im Rahmen der One Belt, One Road-Projekte stattfinden. Es nehmen Vertreter von über 100 Staaten und internationalen Organisationen, darunter Staats- und Regierungschefs, auf Einladung von Chinas Präsident Xi Jinping teil.

## Erster Gipfel zur Seidenstraßeninitiative 2017

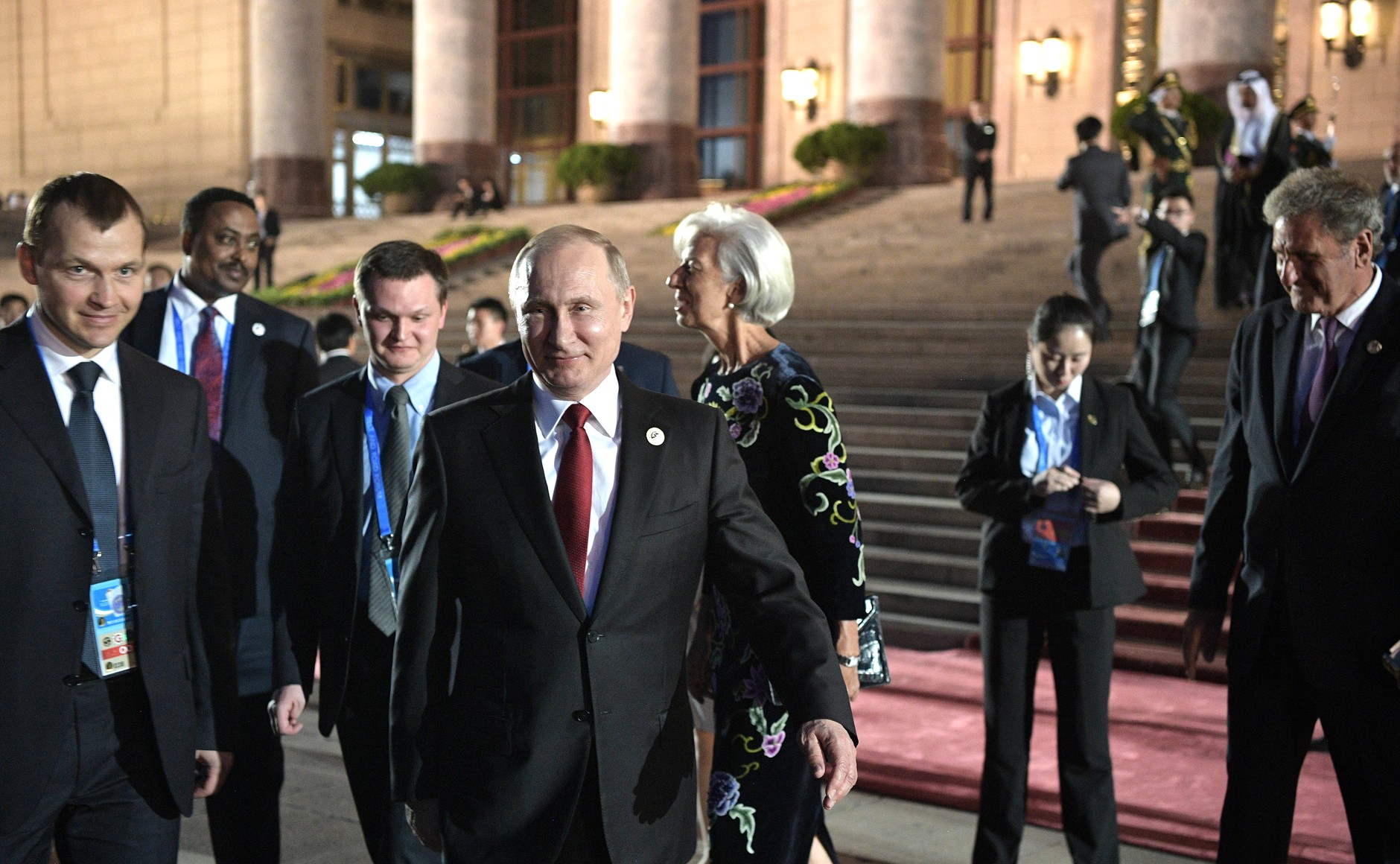
Vor dem Galakonzert 2017

Am Gipfeltreffen der Belt and Road Forum for International Cooperation („Belt-and-Road-Forum für internationale Zusammenarbeit“) fand vom 12. bis 14. Mai 2017 in Peking statt. Unter den Gästen waren 29 Staats- und Regierungschefs. Die deutschsprachigen Länder waren durch Brigitte Zypries (Deutschland) bzw. Doris Leuthard (Schweiz) vertreten. Minister Jörg Leichtfried sagte seinen Besuch in Zusammenhang mit der vorzeitigen Nationalratswahl in Österreich 2017 kurzfristig ab.

## Zweiter Gipfel zur Seidenstraßeninitiative 2019

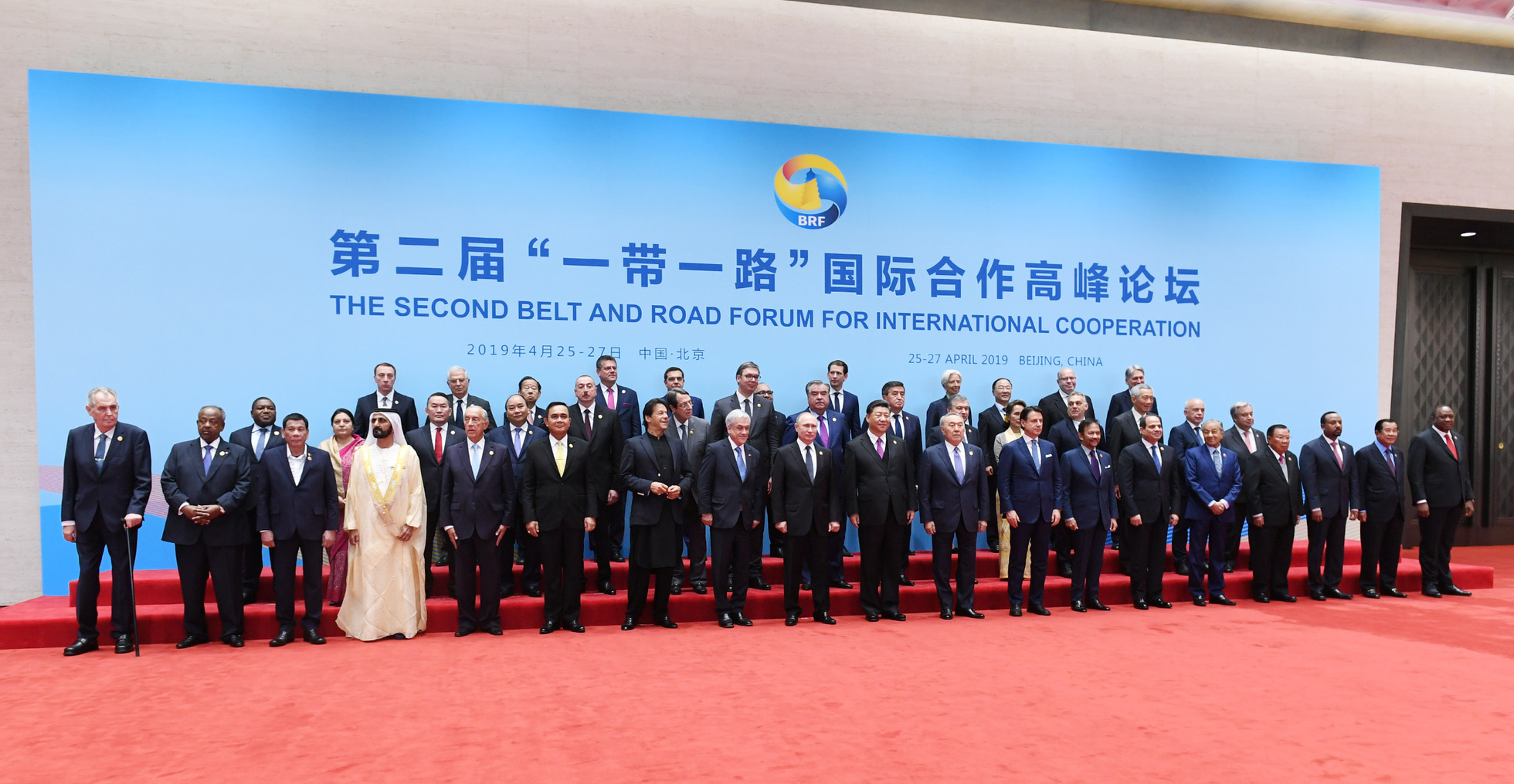
Abschlussfoto 2019

38 Staats- und Regierungschefs und Vertreter von über 100 Staaten trafen sich vom 25. bis zum 27. April 2019 in Peking. Die deutschsprachigen Länder waren durch Peter Altmaier (Deutschland), Sebastian Kurz (Österreich) bzw. Ueli Maurer (Schweiz) vertreten. Für das Infrastruktur-Projekt einer neuen Seidenstraße sind Verträge im Volumen von 64 Milliarden Dollar unterzeichnet worden.
Kanzler Kurz kritisierte die EU-Staaten Italien, Griechenland, Portugal, Polen, Ungarn und Tschechien, die an den Verhandlungen teilgenommen hatten ohne sich im Vorfeld mit Brüssel ausgetauscht zu haben.

## Dritter Gipfel zur Seidenstraßeninitiative 2023
Das dritte Treffen findet vom 17. bis 18. Oktober 2023, wieder in Peking, statt. Erneut werden Vertreter von über 100 Staaten erwartet, darunter der russische Präsident Wladimir Putin, Ungarns Ministerpräsident Viktor Orbán, die Premierminister von Äthiopien und Kambodscha, sowie die Staatspräsidenten von Kenia, Chile und Indonesien. Auch ein Minister der in Afghanistan regierenden Taliban  wurde angekündigt. Eine vollständige Gästeliste wurde bis zum Tag vor Beginn des Treffens allerdings nicht bekanntgegeben.